# Wéotinga
Ne doit pas être confondu avec Wétinga.
Wéotinga, également orthographié Ouéotinga, est une commune rurale située dans le département de Zam de la province du Ganzourgou dans la région Plateau-Central au Burkina Faso.

## Géographie
Wéotinga est situé à environ 9 km au nord-ouest de Zam, le chef-lieu du département, et à 35 km à l'ouest de Zorgho, le chef-lieu de la province.

## Santé et éducation
Wéotinga accueille un centre de santé et de promotion sociale (CSPS) tandis que le centre médical avec antenne chirurgicale (CMA) se trouve à Zorgho.
Le village possède une école primaire publique.